# Associació d'Escoles Rabíniques Talmúdiques Avançades
L'Associació d'Escoles Rabíniques Talmúdiques Avançades (en anglès: Association of Advanced Rabbinical and Talmudic Schools) (AARTS) és una associació nacional d'acreditació basada en la fe per a les escoles rabíniques i talmúdiques. Té la seu a la ciutat de Nova York i està reconeguda pel Consell per a l'Acreditació de l'Educació Superior i el Departament d'Educació dels Estats Units. En el camp de l'educació rabínica i talmúdica, l'associació es veu a si mateixa com el guardià de l'ortodòxia jueva, i com una autoritat històrica. El seu objectiu és mantenir el pensament tradicional en un món modern. La AARTS és una organització sense ànim de lucre independent, està formada per experts en el camp de la formació rabínica i talmúdica, que estableix uns estàndards educatius per tot el país. Tant els programes de pregrau com els de postgrau són avaluats per l'associació. Tots aquests programes han de complir amb els estàndards establerts en matèria d'educació, finances, i requisits de postgrau, per ser considerats aptes per a l'acreditació.